# Eo biển Quỳnh Châu
Eo biển Quỳnh Châu (giản thể: 琼州海峡; phồn thể: 瓊州海峽), cũng gọi là eo biển Hải Nam, là một eo biển nằm giữa bán đảo Lôi Châu ở Quảng Đông và đảo Hải Nam. Eo biển này nối vịnh Bắc Bộ về phía Tây với Biển Đông về phía đông.
Eo biển này rộng khoảng 30 km và có trung tâm tại tọa độ 20°09′B 110°16′Đ / 20,15°B 110,267°Đ.